# Juan Aldovera
Juan Aldovera fue un actor de teatro español nacido en Madrid que llegó a ser uno de los graciosos más célebres de su tiempo.
En 1776 actuaba de primer gracioso en los teatros de Barcelona y se trasladó a Madrid, ingresando en la compañía de Eusebio Ribera con la categoría de segundo. El año 1782 sustituyó, como primer gracioso, en la compañía del autor Juan Ponce, al célebre Gabriel López, apodado Chinita. Un tanto dado a la literatura, escribió algunos sainetes y se le atribuye un folleto titulado Diálogo cómico entre Aldovera y la Polonia (1788), en el que salió en defensa de sus compañeros duramente tratados en el Diario de Madrid.
Falleció Aldovera casi repentinamente.